# Tramnet

Een sterk versimpeld weergegeven tramnet: dat van de stad Maagdenburg.

Een tramnetwerk of kortweg tramnet is het geheel van tramlijnen in een stad of regio. Bij een tramlijn rijden trams over een tramsporen tussen twee eindpunten heen en weer om passagiers te vervoeren. Een enkele keer zijn twee tramlijnen aan een eindpunt verbonden en wisselt een tram daar van lijnnummer en route. Één tramnet kan bereden worden door trams van verschillende OV-bedrijven.

## Geschiedenis
De eerste trams reden in de Verenigde Staten binnen de steden. Al vanaf de tweede helft van de 19e eeuw gingen trams buiten de bebouwde kom rijden, zoals bij de tramlijn van Den Haag naar Delft en de tram aan de Belgische kust. Tramnetten bestonden toen veelal uit een dicht netwerk in de oude binnensteden met lange uitlopers van tramlijnen naar omliggende plaatsen. Door de hele twintigste eeuw heen zijn veel tramsporen uit smalle straten verdwenen. De komst van systemen als de stadtbahn en lightrail hebben dit proces versneld. 
Tramnetten bestaan in de 21e veelal uit tramlijnen op (of eronder in tunnels) brede wegen in de binnenstad die naar de buitenwijken lopen. Waar in de 20e eeuw meer dan eens het bestaan van uitgebreide tramnetwerken onder druk stond doordat overheidsbesturen ruimte wilde geven aan de auto, is de fiets de grootste concurrent in de 21e eeuw.

## Inzetbaarheid materieel
De inzetbaarheid van trammaterieel op een tramnet is beperkt door een aantal factoren.

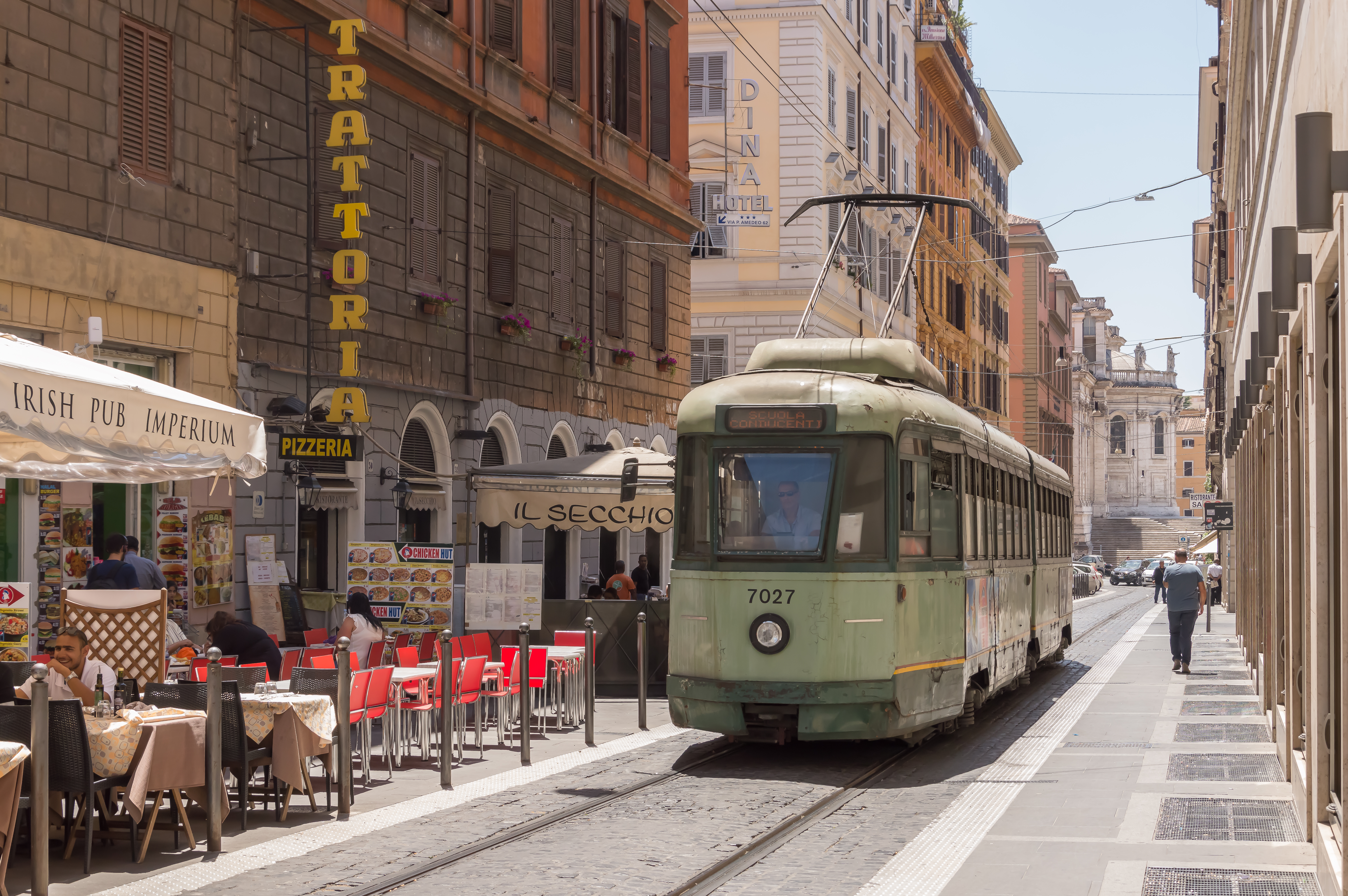
Eenrichtingstram in Rome.

### Keerlussen
De allereerste trams waren decennialang paardentrams. Hierbij voldeed het om aan het eind van een lijn het paard (of de paarden) aan de andere kant te spannen en aan de rit terug te beginnen. Bij drukkere lijnen met dubbelspoor waren dan zogenaamde overloopsporen nodig om van het linker naar het rechterspoor (of andersom) te komen. Dit veranderde bij een aantal tramnetten bij de invoering van de PCC tram die het comfort van een opkomend vervoermiddel moest kunnen bieden: de autobus. Daarbij ging het ook om het voordeel dat de bus bood: passagiers kijken –met de rijrichting mee– altijd vooruit. Een bus keert namelijk bij een eindpunt in plaats van ′achteruit′  de rit terug te maken. Om dit bij tramnetten mogelijk te maken, werden keerlussen aangelegd: sporen die vanaf bovenaf gezien op lus lijken. Trams kunnen daar –als een bus– keren aan een eindpunt. Om trams sneller door volle en drukke binnensteden laten te rijden zijn voor premetro en stadtbahn tramtunnels aangelegd. Hoewel er sporadisch ook ondergrondse keerlussen zijn aangelegd, is dat vooral erg duur en tijdrovend. Hierdoor is er weer een trend gestart naar trams die passagiers in twee richtingen kunnen vervoeren.

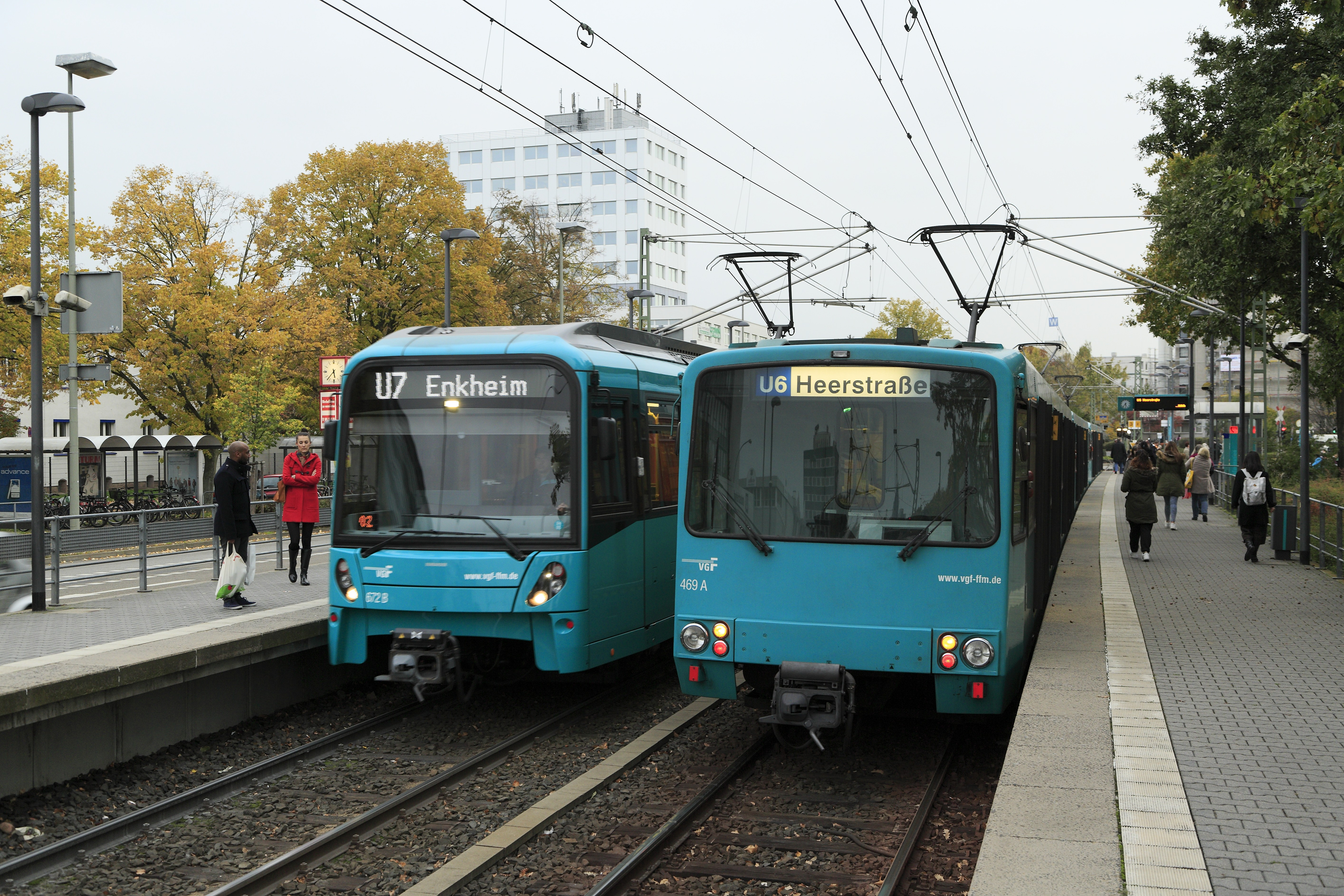
Stadtbahn-trams bij een halte met hoge perrons in Frankfurt.

### Perronhoogte
Met de komst van de eerste tramtunnels werd ook een metro eigenschap naar de tramnetten gebracht: die van een hoog perron. Dit heeft als voordeel dat er makkelijker en sneller ingestapt kan worden. In veel gevallen is het perron en tramvloer zelfs even hoog, zodat rolstoel gebruikers ook met de tram mee kunnen. Het nadeel is dat ′klassieke′ trams geen passagiers kunnen laten in en uitstappen. Om dit probleem te omzeilen werd een inklapbare trap ontwikkelt: bij hoge perrons vormen de traptreden gezamenlijk de tramvloer tot aan het perron en bij lage (of geen) perrons klapt de trap uit. Een hoog perron kan buiten ondergrondse stations het nadeel hebben dat zo'n perron een obstakel vormt in de omgeving. Daarom heeft men o.a. in Keulen ervoor gekozen niet meer lijnen om te bouwen met hoge perrons. Hiervoor is ook lagevloer Stadtbahn-materieel aangeschaft.

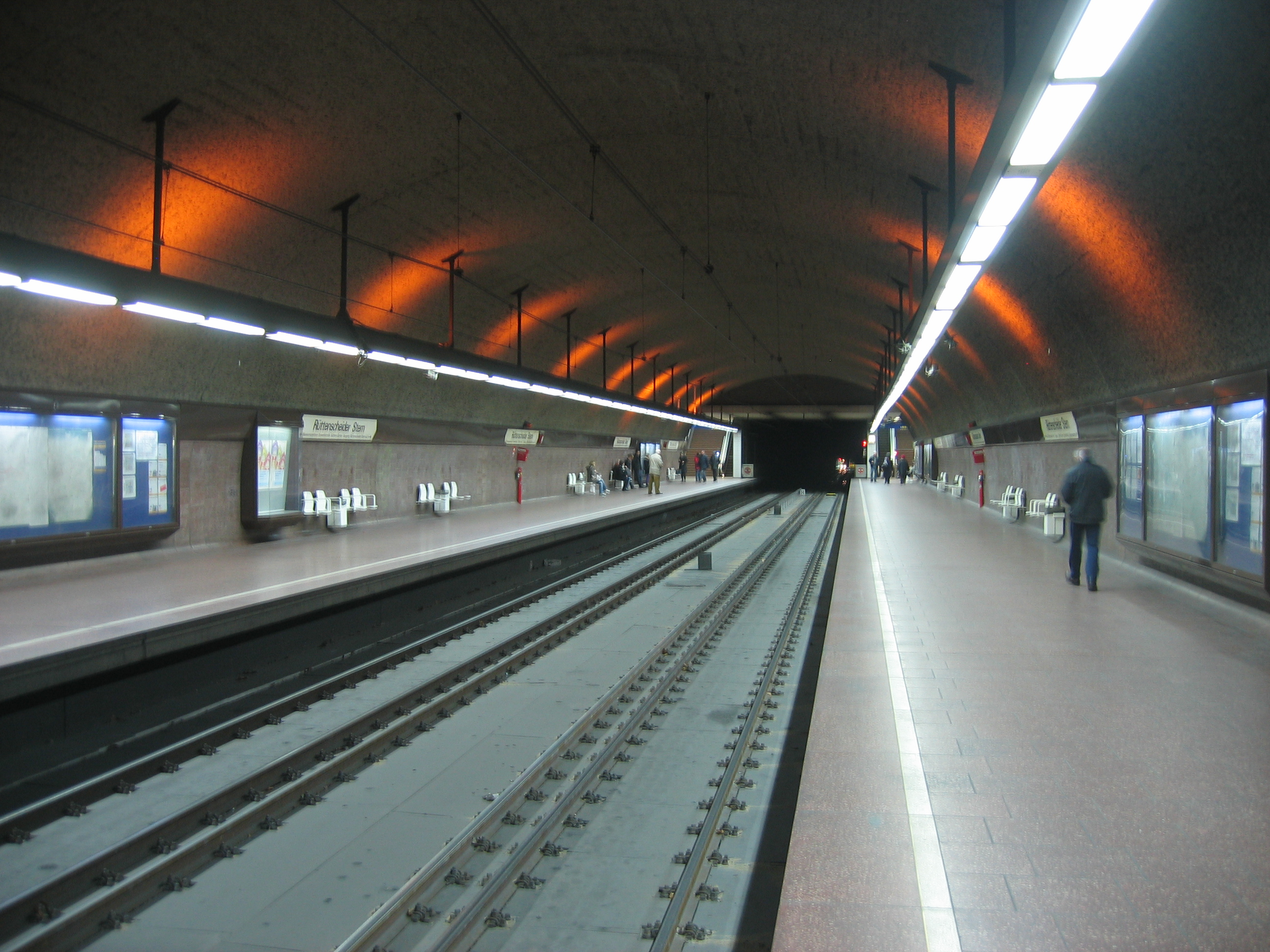
Stadtbahn-station met rails voor trams met twee verschillende spoorbreedtes in Essen.

### Spoorwijdte
In de 19e eeuw waren er veel variaties in de spoorwijdte van rails voor trams: er waren geen standaarden afgesproken. Dit was niet gunstig voor de inwisselbaarheid van trams tussen verschillende tramnetten, bijvoorbeeld bij ver- en inkoop van tweedehands materieel. Gedurende de 20e eeuw zijn veel tramnetten al omgespoord tot normaalspoor (zoals in Amsterdam) of meterspoor (in Noordrijn-Westfalen). Bijvoorbeeld bij het tramnet van Essen zijn zo nog twee spoorwijdtes in gebruik, zowel normaalspoor als meterspoor. 
De algemene standaardisatie heeft als voordeel dat treinen en trams die allebei op normaalspoor rijden van netwerk kunnen wisselen. Hiervoor zijn wel speciale maatregelen nodig zoals speciale profielen van de rails en materieel dat voldoet aan regels voor zowel spoor- als tramlijnen. Een voorbeeld is het deel van de Rotterdamse metro richting Hoek van Holland: daar rijden sneltrams deels op hetzelfde spoor als goederentreinen.